# 山の田
山の田（やまのた）は、山口県下関市の山口県道248号下関港安岡線（旧国道191号）山の田交差点を中心とした山の田東町・南町・西町・中央町・本町・北町に、幡生（はたぶ）町・本町・宮の下町、武久（たけひさ）町、大学町、生野町、三河町、宝町を加えた地域一帯の総称。

## 概観

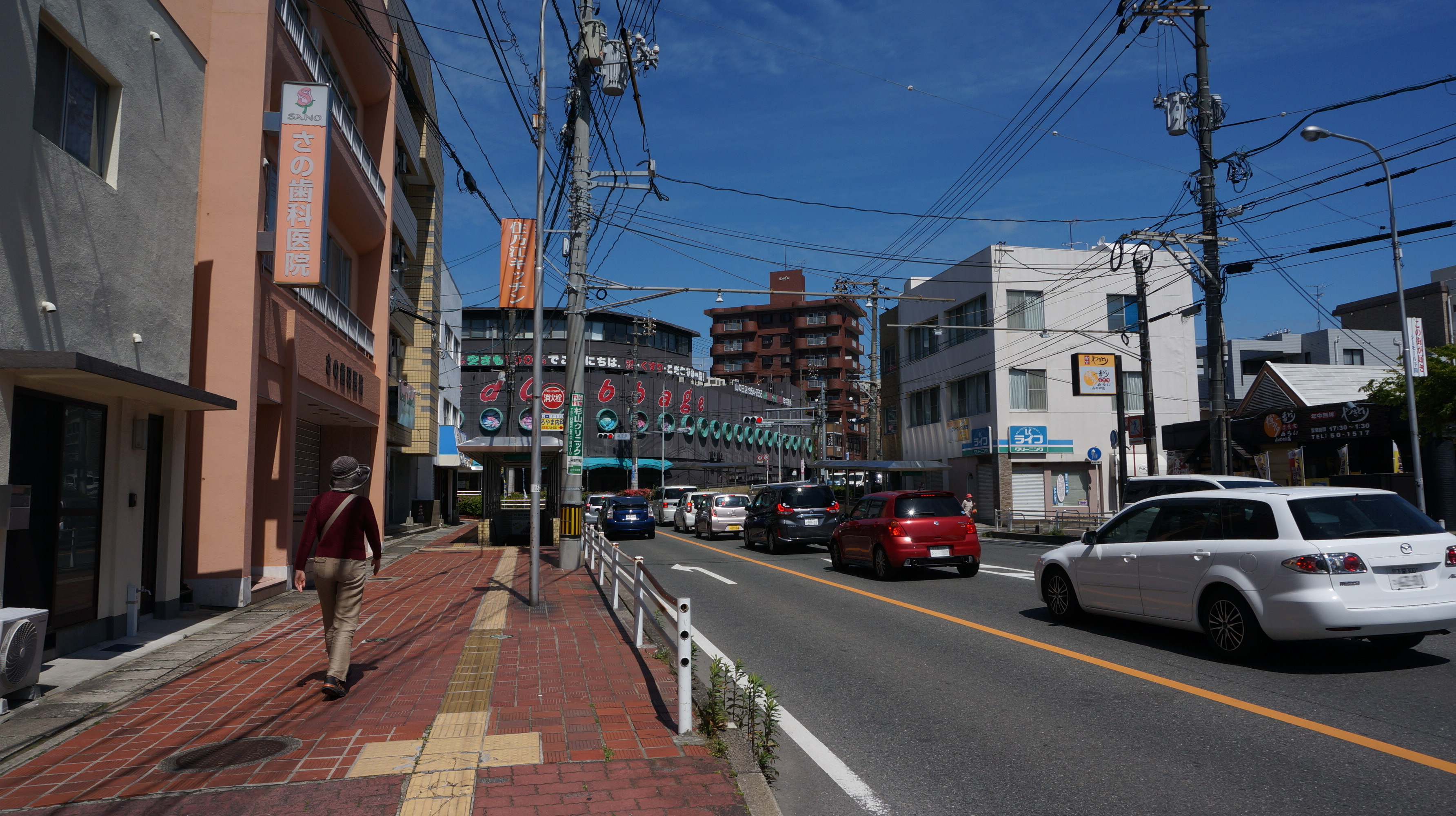
県道248号線南東側から見た山の田交差点(2017年5月撮影)

下関市の地域区分では、本庁地区（旧々市部）に含まれ、北部地区とも言う。地元住民は山陽・山陰本線の線路より北側を山の田地区、南側を幡生地区と言うことが多い。山の田北隣の川中地区・稗田（ひえだ）地区では、地理的に密接な関係にあるため、一部の商店に「山の田店」と称するところがある。
地域の核となる施設は下関市立大学であり、旧国道191号や県道248号線沿いに商店・飲食店が並ぶ。地域一帯に住宅地が広がる。かつては商業施設の核として山の田サティが存在したが、2009年2月に閉店、跡地には14階建てのマンションが建設中である。また、レッドキャベツ山の田店が2017年8月に閉店した。
下関市で最初に大規模な区画整理（1961年完成）が行われた地域で、町並みが比較的整然としている。山の田交差点（かつての国道191号と県道248号の交点）や幡生駅の存在により、勝山 （新下関） 地区とともに、下関市の副都心の一つに位置づけられることが多い。山の田交差点にある「山の田」バス停はサンデン交通の重要な停留所である。交通の便のよさや教育施設が多く、商店・飲食店・医療施設等も充実しており、住宅地として人気が高い地区となっている。
山の田交差点では恒常的に渋滞が発生していたことから山の田地区の海側を通過する下関北バイパスが建設され、2015年3月28日に全線開通した（これに伴い山の田地区の国道191号は山口県道248号下関港安岡線と下関市道に降格）。JR西日本山陽本線・山陰本線の分岐点に近く（幡生駅の北約1.6km間は山陽本線の複線が山陰本線の単線を挟む構造となっており、稗田町付近で山陽本線上り線が山陰本線を跨ぐまで三線が併走している）、『山の田新駅』を望む声も少なくないが、幡生駅との距離や地理的な問題により、実現する可能性は低いとの見方も根強い。

### 商業施設
- レッドキャベツ山の田本店(2017年8月閉店)
- 丸喜武久店
- 丸和生野店(閉店)
- セガミ下関生野店
- クスリ岩崎チェーン下関武久店
- ヤマダ電機テックランド下関店
- じゅげむ山の田店(閉店)
- メディアカフェポパイ下関山の田店
- ガスト下関武久店
- ミスタードーナツ下関山の田ショップ(閉店)
- 吉野家下関幡生店
- ほっともっと下関大学前店
- ローソン下関武久一丁目店
- セブンイレブン下関山の田店・下関幡生店

この他にもゆめモール等が近隣エリアにあり、商業施設はかなり充実している。

### 公共施設
- 下関市役所サテライトオフィス山の田
- 下関東郵便局（集配業務）
- 幡生郵便局
- 下関市医師会館
  - 医師会病院
  - 下関市夜間急病診療所

かつては幡生交番が武久町にあったが、現在は羽山町(東駅エリア)へと移転している。

### 銀行
- 山口銀行山の田支店
- 西中国信用金庫山の田支店

### 文教施設
- 下関市立大学
- 下関市立山の田中学校
- 下関市立生野小学校
- 下関市立山の田小学校

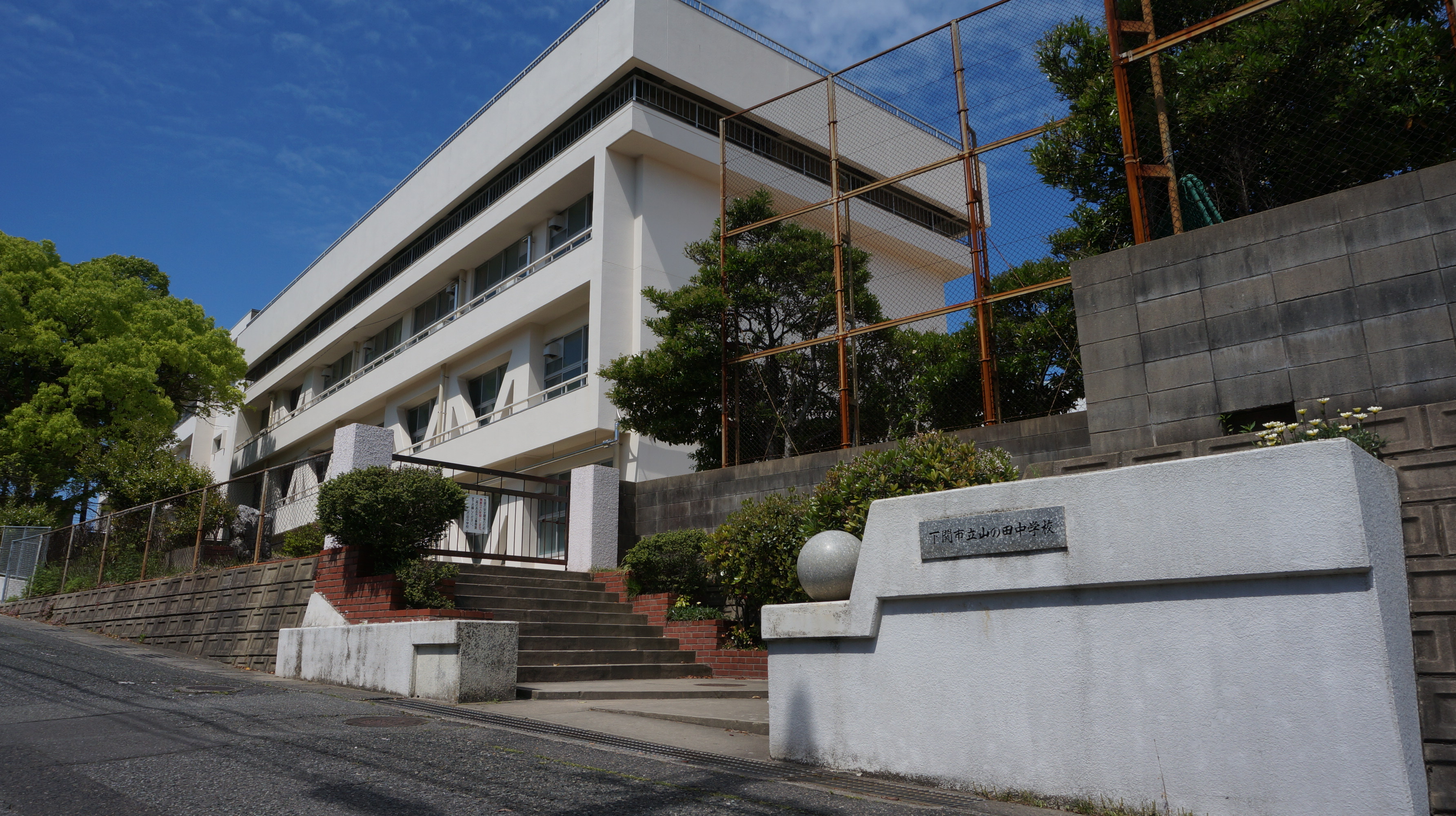
下関市立山の田中学校

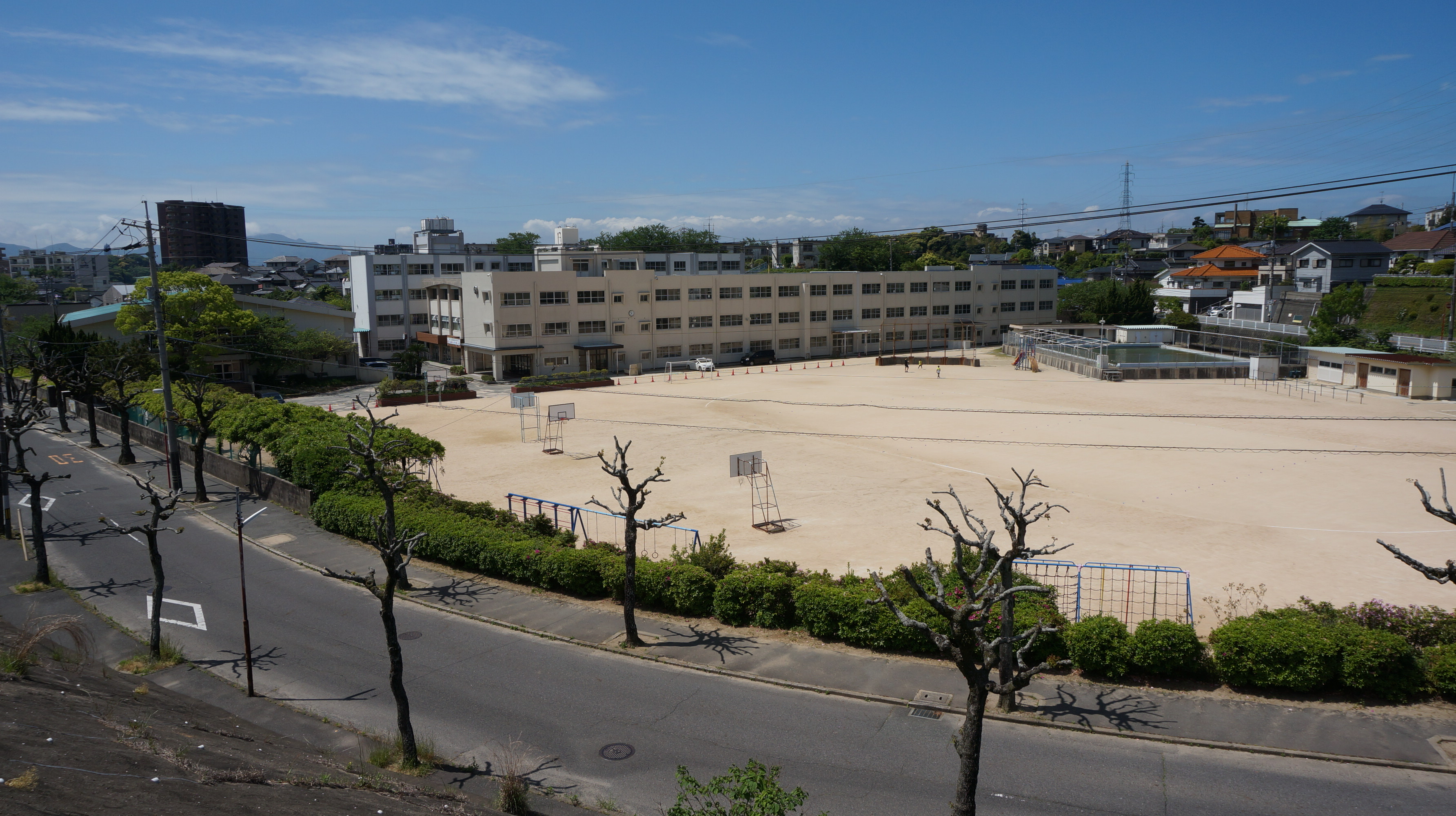
下関市立山の田小学校

なお、下関市医師会が運営する下関看護専門学校があったが、建物の老朽化により、2016年（平成28年）に下関市一の宮学園町の東亜大学敷地内にある東亜大学9号館に移転した。移転後、2021年度に閉校し、2022年度からは東亜大学が同校の教育理念を引き継いで同じ場所に東亜大学付属下関看護専門学校を設置した。

### 名所・旧跡
- 生野神社(宮山古墳)
- 長泉寺

### 主な企業
- 西日本旅客鉄道下関総合車両所
- 下関酒造

### 交通関連
- サンデン交通 山の田・大学町2丁目・山の田団地前・幡生口・武久・宮の下・円光寺・生野小学校前・幡生駅・宝蔵寺バス停
  - 宝蔵寺バス停には、西鉄天神高速バスターミナル行きの高速バス（ふくふく号）も停車する。
- JR西日本 幡生駅